# Бикеев, Игорь Измаилович
И́горь Измаи́лович Бике́ев (род. 7 сентября 1974 года в г. Касимове Рязанской области) — российский учёный-юрист и общественный деятель, доктор юридических наук, главный редактор федерального рецензируемого журнала «Актуальные проблемы экономики и права», включенного в утверждённый ВАК Перечень рецензируемых научных изданий, в которых должны быть опубликованы основные научные результаты диссертаций на соискание ученой степени кандидата и доктора наук, индексируемого в РИНЦ и EBSCO, профессор кафедры уголовного права и процесса, первый проректор, проректор по научной работе Казанского инновационного университета имени В. Г. Тимирясова (ИЭУП), сопредседатель регионального штаба Общероссийского общественного движения "Народный фронт «За Россию» в Республике Татарстан.

## Биография
Родился в 1974 году в г. Касимове Рязанской области. Окончил с отличием Казанский государственный университет им. В. И. Ульянова-Ленина в 1997 году и аспирантуру КГУ в 2000 году. В 2000 году в Самарском государственном университете защитил диссертацию на соискание кандидата юридических наук, в 2009 году в Академии экономической безопасности МВД России — диссертацию на соискание ученой степени доктора юридических наук. В 2013 году присвоено ученое звание профессора по кафедре уголовного права и процесса. В 2014 году присвоено почетное звание «Заслуженный юрист Республики Татарстан».
С 1998 года на научно-педагогической работе. В период 1998—2002 годов работал ассистентом, старшим преподавателем, доцентом Казанского коммерческого института Московского государственного университета коммерции. С 2002 года доцент, профессор кафедры уголовного права и процесса, проректор по научной работе, первый проректор (по настоящее время) Казанского инновационного университета имени В. Г. Тимирясова (ИЭУП).
С 1994 года занимается общественной деятельностью. В разные годы руководил общественными объединениями и профсоюзной организацией Казанского государственного университета им. В. И. Ульянова-Ленина, общественными организациями студентов и ученых Республики Татарстан и Российской Федерации, был избран заместителем председателя Студенческого координационного совета ЦК профсоюза работников народного образования и науки РФ. С 1999 года входит в состав Комиссии по специальной государственной стипендии РТ, с 2011 года — в состав Совета при Президенте Республики Татарстан по противодействию коррупции, с 2012 года — в состав Республиканской экспертной группе по вопросам противодействия коррупции, с 2015 года — в состав Комиссии по присуждению премии Президента РТ за вклад в развитие институтов гражданского общества и Комиссии по координации работы по противодействию коррупции в Республике Татарстан. В 2013 году избран сопредседателем регионального штаба Общероссийского общественного движения "Народный фронт «За Россию» в Республике Татарстан.

## Общественная деятельность
В 2009 году организовал студенческий «Международный общественный трибунал» по преступлениям в Южной Осетии, по итогам которого был признан виновным экс-президент Грузии Михаил Саакашвили.
Как один из создателей и действующий сопредседатель регионального штаба Общероссийского общественного движения "Народный фронт «За Россию» в Республике Татарстан, Бикеев И. И. стал известен организацией в 2014—2016 годах митингов в поддержку референдума о статусе Крыма и аннексии Крыма Россией, а также выступлениями на них.

## Научная деятельность
Профессор Бикеев И. И. является автором более 120 научных публикаций, специалистом в сфере уголовного права, членом Российской криминологической ассоциации. В 2008 году создал и возглавил Поволжский научный центр противодействия экстремизму и коррупции, в 2010 году преобразовал его в получивший научное признание в качестве ведущей научно-исследовательской организации в своей области Научно-исследовательский институт противодействия коррупции и возглавил в этом НИИ попечительский совет.
Бикеев И. И. получил известность как ученый, разработавший учение об объектах повышенной опасности в уголовном праве, стал одним из авторов многотомной Энциклопедии уголовного права. Является главным редактором федерального рецензируемого журнала «Актуальные проблемы экономики и права», членом научно-методологического совета федерального научного рецензируемого журнала «Следователь», редколлегии журнала «Правосудие в Татарстане». Неоднократно входил в состав программных комитетов крупных научно-практических конференций всероссийского и международного уровней, выступал на них с пленарными докладами, участник сессии Конференции государств-участников Конвенции ООН против коррупции. Победитель межрегиональных конкурсов «Гуманитарная книга — 2008», «Гуманитарная книга — 2009», «Гуманитарная книга — 2012». Победитель II, III и IV Всероссийского конкурсов научных и прикладных работ по противодействию коррупции (2011, 2012, 2013).

## Награды
- Нагрудный знак министерства образования и науки Российской Федерации «За развитие научно-исследовательской работы студентов» (2008 год)[24].
- Медаль «За доблестный труд» (2021 год) — за большой вклад в реализацию государственной молодёжной политики республики[25].
- Премия Президента Республики Татарстан (2017 год) — за вклад в развитие институтов гражданского общества в Республике Татарстан[26].
- Почётное звание «Заслуженный юрист Республики Татарстан[тат.]» (2014 год) — за заслуги в укреплении законности и правопорядка, активную научно-педагогическую деятельность[27].
- Благодарность Президента Республики Татарстан (2018 год)[28].

## Основные научные публикации
Энциклопедические, справочные и монографические издания
- Арсланов К. М., Ахметьянова З. А., Бикеев И. И. и др. Проблемы юридической ответственности. / Под науч. ред. Фаткудинова З. М. — Казань: Издательство «Таглимат», 2003. — ISBN 5-8399-0077-X — 172 c. — 1000 экз.
- Ахметьянова З. А., Бикеев И. И. и др. Право и экономика: проблемы теории и практики / Под науч. ред. Фаткудинова З. М. — Казань: Издательство «Таглимат», 2005. — ISBN 5-8399-0144-X — 528 с. — 500 экз.
- Бикеев И. И. Материальные объекты повышенной опасности в российском уголовном праве: общие и специальные вопросы. — Казань: Издательство «Познание», 2007. — ISBN 978-5-8399-0244-2 — 272 c. — 500 экз.
- Бикеев И. И. Уголовная ответственность за незаконное обращение с предметами вооружения. — Казань: Издательство «Познание», 2007. — ISBN 978-5-903486-01-4 — 312 c. — 1000 экз.
- Бикеев И. И., Бикмухаметов А. Э., Газимзянов Р. Р. и др. Коррупция и антикоррупционная политика: Словарь / Под общ. ред. Р. Р. Газимзянова. 3-е изд., перараб. и доп. — Казань: Филиал ВНИИ МВД России по Республике Татарстан, 2009. — ISBN 978-5-91607-016-3 — 124 c. — 500 экз.
- Бикеев И. И., Латыпова Э. Ю. Ответственность за преступления, совершенные с двумя формами вины. — Казань: Издательство «Познание», 2009. — ISBN 978-5-8399-0305-0 — 228 c. — 1000 экз.
- Агеев В. Н., Агеева О. В., Бикеев И. И. и др. Антикоррупционная экспертиза нормативных правовых актов и их проектов: терминологический словарь / Под науч. ред. П. А. Кабанова. — Казань: Издательство «Познание», 2010. — ISBN 978-5-8399-0328-9 — 146 c. — 1000 экз.
- Бикеев И. И., Бикмухаметов А. Э., Газимзянов Р. Р. и др. Коррупция и антикоррупционная политика: словарь / Под общ. ред. П. А. Кабанова, Г. И. Райкова, Д. К. Чиркова. — М.: Академия экономической безопасности МВД России, 2010. — 119 c. — 500 экз.
- Бикеев И. И., Бикмухаметов А. Э., Газимзянов Р. Р. и др. Коррупция и антикоррупционная политика: терминологический словарь / Под общ. ред. П. А. Кабанова, Г. И. Райкова, Д. К. Чиркова. 5-е изд., перераб. и доп. — М.: МедиаПресс, 2010. — ISBN 978-5-902750-15-4 — 128 c. — 1000 экз.
- Агеев В. Н., Агеева О. В., Бикеев И. И. и др. Научно-практический комментарий к Федеральному закону Российской Федерации от 17 июля 2009 года № 172-ФЗ «Об антикоррупционной экспертизе нормативных правовых актов и проектов нормативных правовых актов». — Казань: Издательство «Познание», 2010. — ISBN 978-5-8399-0335-7 — 120 c. — 1500 экз.
- Бикеев И. И., Никитин А. Г. Экстремизм: междисциплинарное правовое исследование. — Казань: Издательство «Познание», 2011. — ISBN 978-5-8399-0393-7 — 320 c. — 3000 экз.
- Акопян К. С. , Буркин А. И., Бикеев И. И. и др. Краткий словарь: инновационная экономика и экономическая безопасность / Под общ. ред. Л. П. Куракова. — М.: ИАЭП, 2012. — ISBN 978-5-905934-03-2 — 656 с. — 1000 экз.
- Агапов П. С., Алехин В. П., Бикеев И. И. и др. Энциклопедия уголовного права. Том 21: Преступления против общественной безопасности. — СПб: Издание профессора Малинина, 2013. — ISBN 978-5-91005-032-1 — 1072 c. — 500 экз.
- Все о коррупции и противодействии ей: терминологический словарь / Под общ. ред. И. И. Бикеева и П. А. Кабанова. — Казань: Познание, 2014. — ISBN 978-5-8399-0479-8 — 228 c. — 1000 экз.
- Александров Д. М., Александрова С. Н., Бикеев И. И. и др. Социальная сфера и право: словарь-справочник / Под общ ред. Л. П. Куракова. — М.: ИАЭП, 2014. — ISBN 978-5-905934-14-8 — 704 с. — 1000 экз.
- Агеев В. Н., Агеева О. В., Бикеев И. И. и др. Научно-практический комментарий к Типовому положению о комиссии по координации работы по противодействию коррупции в субъекте Российской Федерации, утверждённому Указом Президента Российской Федерации № 364 от 15 июля 2015 года / Под науч. ред. И. И. Бикеева, П. А. Кабанова. — Казань: Казанский инновационный университет им. В. Г. Тимирясова (ИЭУП), 2016. — ISBN 978-5-8399-0606-8 — 152 с. — 500 экз.

Учебники и учебные пособия
- Ахметьянова З. А., Бикеев И. И., Краснов А. В. и др. Основы права. Учебник для учащихся старших классов общеобразовательных школ (базовый уровень). — Казань: Издательство «Таглимат», 2006. — ISBN 5-8399-0158-X — 248 c. — 1000 экз.
- Ахметьянова З. А., Бикеев И. И., Краснов А. В. и др. Хокук нигезлəре. Урта белеем бирүче уку йортлары өчен дəреслек (төп баскыч). — Казань: Издательство «Таглимат», 2006. — ISBN 5-8399-0200-4 — 264 c. — 1000 экз.
- Бикеев И. И., Епихин А. Ю., Краснов А. В. и др. Основы права: Учебник для учащихся старших классов общеобразовательных школ (базовый уровень). 2-е изд., перераб. и доп. — Казань: Издательство «Познание», 2007. — 340 c. — 1000 экз.
- Бикеев И. И., Краснов А. В., Епихин А. Ю. и др. Основы права: учебное пособие для старших классов общеобразовательных школ (базовый уровень). 3-е изд. — Казань: Издательство «Познание», 2008. — ISBN 978-5-8399-0268-8 — 360 c. — 1500 экз.
- Бикеев И. И. Уголовно-правовая политика в сфере обращения с материальными объектами повышенной опасности: российский, международный и зарубежный аспекты. — Казань: Издательство «Познание», 2008. — ISBN 978-5-8399-0237-4 — 104 с. — 500 экз.
- Бикеев И. И., Латыпова Э. Ю., Горбунова Л. В. , Малков В. П. , Никитин С. Г., Петрова И. С.  Сборник задач по уголовному праву Российской Федерации (Общая часть) (учебно-методическое пособие для студентов юридических факультетов). — Казань: Издательство «Познание», 2010. — 135 с. — 1000 экз.
- Бикеев И. И., Кабанов П. А., Маклакова А. Н., Панкратов А. Ю., Рахимов С. Ф. Организация работы комиссий по соблюдению требований к служебному поведению муниципальных служащих и урегулированию конфликта интересов в органах местного самоуправления Республики Татарстан (методическое пособие). — Казань: ИИЦ УДП РТ, 2012. — 119 c. — 140 экз.
- Бикеев И. И., Кабанов П. А., Панкратов А. Ю. Антикоррупционное планирование и программирование: правовые основы, организация и оценка эффективности: учебная программа (учебное пособие) // Следователь. — 2013. — № 9. — C. 30-38.
- Бадрутдинов М. С., Бикеев И. И., Горшенко Г. Н. Антикоррупционный менеджмент: инновационные антикоррупционные образовательные программы (учебно-методическое пособие) / Под общ. ред. И. И. Бикеева и П. А. Кабанова: в 3 т. Т. 1. — Казань: Издательство «Познание», 2013. — ISBN 978-5-8399-0424-8 — 232 c. — 1000 экз.
- Бикеев И. И., Кабанов П. А. Организация работы комиссий по соблюдению требований к служебному поведению государственных гражданских служащих Республики Татарстан и урегулированию конфликта интересов (методическое пособие). — Казань: Издательство «Познание», 2015. — ISBN 978-5-8399-0571-9 — 80 c. — 300 экз.

Статьи в ведущих научных журналах
- Бикеев И. И. Дискуссионные вопросы уголовной ответственности за незаконный оборот огнестрельного оружия // Российский юридический журнал. — 1998. — № 2. — C. 84-92
- Бикеев И. И. Актуальные проблемы ответственности за множественность преступлений // Уголовное право. — 2001. — № 4. — C. 13-14.
- Бикеев И. И. Актуальные проблемы учения о субъективной стороне преступления // Уголовное право. — 2002. — № 3. — C. 9-13
- Бикеев И. И. Легковоспламеняющиеся вещества и пиротехнические изделия как предметы преступления по российскому уголовному праву // Актуальные проблемы экономики и права. — 2007. — № 4. — C. 120—124.
- Бикеев И. И. Понятие и виды объектов повышенной опасности в уголовном праве // Актуальные проблемы экономики и права. — 2007. — № 1. — C. 141—149.
- Бикеев И. И. Холодное, в том числе метательное, оружие как предмет преступления по российскому уголовному праву // Актуальные проблемы экономики и права. — 2007. — № 3. — C. 112—117.
- Бикеев И. И. Общественная безопасность как объект преступления по российскому уголовному праву // Следователь. — 2007. — № 7. — C. 2-7.
- Бикеев И. И. Объекты повышенной опасности в российском уголовном праве. О понятии и классификациях // Закон и право. — 2007. — № 11. — C. 37-40.
- Бикеев И. И. Суда воздушного или водного транспорта, железнодорожный подвижной состав как предмет преступлений // Следователь. — 2007. — № 6. — C. 2-6.
- Бикеев И. И., Никитин А. Г. Уголовно-правовой анализ законодательства о противодействии экстремистской деятельности и некоторые вопросы его совершенствования // Следователь. — 2007. — № 4. — C. 2-7.
- Бикеев И. И. О механизме преступления с участием материальных объектов повышенной опасности // Актуальные проблемы экономики и права. — 2008. — № 1. — C. 98-102.
- Бикеев И. И. Постановление Пленума Верховного Суда РФ от 12 марта 2002 г. № 5 «О судебной практике по делам о хищении, вымогательстве и незаконном обороте оружия, боеприпасов, взрывчатых веществ и взрывных устройств» с учётом изменений и дополнений: реализованное // Актуальные проблемы экономики и права. — 2008. — № 2. — C. 108—110.
- Бикеев И. И. Некоторые вопросы квалификации приведения в негодность объектов жизнеобеспечения, нефтепроводов, нефтепродуктопроводов и газопроводов // Российская юстиция. — 2008. — № 2. — C. 32-34.
- Бикеев И. И. Некоторые вопросы уголовной ответственности за противоправное обращение с материальными объектами повышенной опасности // «Черные Дыры» в Российском законодательстве. — 2008. — № 3. — C. 142—143.
- Бикеев И. И. Некоторые вопросы уголовно-правовой политики противодействия незаконному обращению с материальными объектами повышенной опасности // Право и политика. — 2008. — № 1. — C. 115—124.
- Бикеев И. И. Об определениях понятий некоторых материальных объектов повышенной опасности в уголовном праве // Закон и право. — 2008. — № 5. — C. 99-101.
- Бикеев И. И. Ответственность за незаконное обращение с материальными объектами повышенной опасности: некоторые уголовно-правовые и экономические аспекты // Вестник Академии экономической безопасности. — 2008. — № 2. — C. 81-85.
- Бикеев И. И. Пробелы уголовной ответственности за незаконное обращение с предметами вооружения: сравнительно-правовой аспект // «Черные дыры» в Российском законодательстве. — 2008. — C. 260—261.
- Бикеев И. И. Пробелы уголовной ответственности за незаконное обращение с предметами вооружения: сравнительно-правовой аспект // Пробелы в российском законодательстве. — 2008. — № 1. — C. 272—273.
- Бикеев И. И., Никитин С. Г. Проблемные аспекты Постановления Пленума Верховного Суда «О судебной практике рассмотрения уголовных дел об организации преступного сообщества (преступной организации)» // Уголовное право. — 2008. — № 5. — C. 54-57.
- Бикеев И. И. Проблемы уголовной ответственности за незаконное обращение с предметами вооружения // Уголовное право. — 2008. — № 1. — C. 13-17.
- Бикеев И. И. Уголовная ответственность за преступления, связанные с ядерными материалами и радиоактивными веществами // Закон и право. — 2008. — № 6. — C. 30-32.
- Бикеев И. И. Угон судна воздушного или водного транспорта либо железнодорожного подвижного состава и пиратство: некоторые вопросы уголовной ответственности // Закон и право. — 2008. — № 7. — C. 68-71.
- Бикеев И. И. Коррупциогенность и коррупциогенные сферы в современном российском обществе // Следователь. — 2009. — № 2. — C. 15-17.
- Бикеев И. И. Обеспечение национальной безопасности в сфере обращения с материальными объектами повышенной опасности: международно-правовые аспекты // Правовые вопросы национальной безопасности. — 2009. — № 2. — C. 91-95.
- Бикеев И. И., Кабанов П. А. Антикоррупционное образование как один из инструментов противодействия коррупции: вопросы его формирования и реализации в Республике Татарстан // Следователь. — 2010. — № 8. — C. 4-9.
- Бикеев И. И., Ибрагимов З. Х. Неисполнение обязанностей по воспитанию несовершеннолетнего // Законность. — 2010. — № 3. — C. 43-45.
- Бикеев И. И., Ибрагимов З. Х. О трактовке жестокого обращения с несовершеннолетними его формах // Актуальные проблемы экономики и права. — 2011. — № 1. — C. 232—236.
- Бикеев И. И., Кабанов П. А., Маклакова А. Н., Панкратов А. Ю. Антикоррупционный мониторинг: вопросы организации и проведения // Следователь. — 2012. — № 10. — C. 19-22.
- Бикеев И. И., Кабанов П. А., Маклакова А. Н., Мингалеев И. И., Цыганова О. Н. Мониторинг государственной антикоррупционной политики в Республике Татарстан: результаты независимой экспертной оценки // Следователь. — 2012. — № 12. — C. 2-7.
- Бикеев И. И., Хайрутдинова Л. Р. Мониторинг состояния вовлечённости представителей институтов гражданского общества в деятельность специализированных антикоррупционных органов министерств и ведомств Республики Татарстан // Следователь. — 2012. — № 9. — C. 11-16.
- Бикеев И. И., Кабанов П. А., Дудко Е. В., Плаксимова А. Н., Хайрутдинова Л. Р. Мониторинг взаимодействия органов публичной власти Республики Татарстан и институтов гражданского общества при реализации государственной политики противодействия коррупции: результаты социологического исследования // Следователь. — 2013. — № 10. — C. 2-4.
- Бикеев И. И. Проблемы отграничения взятки от подарка в России и за рубежом: практика и тенденции // Актуальные проблемы экономики и права. — 2013. — № 1. — C. 245—249.
- Бикеев И. И., Кабанов П. А., Противодействие коррупции подразделениями кадровых служб органов государственной власти Республики Татарстан // Следователь. — 2015. — № 1. — С. 5-11.